# Pier Francesco Mola

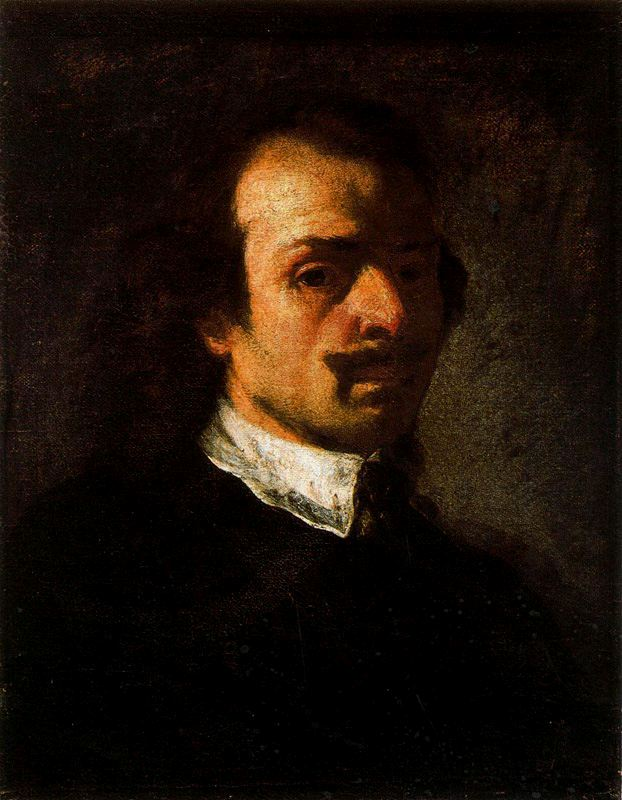
Pier Francesco Mola, Autorretrato, Uffizi.

Pier Francesco Mola (Coldrerio, 9 de febrero de 1612 - Roma, 13 de mayo de 1666), fue un pintor italiano del Barroco, activo fundamentalmente en Roma.

## Biografía
Pier Francesco Mola nació en Coldrerio, actualmente en el cantón del Tesino suizo. A la edad de cuatro años, se mudó a Roma con su padre Giovanni Battista, también pintor. Con la excepción de los períodos comprendidos entre 1633-1640 y 1641-1647, en los que residió en Venecia y Bolonia, respectivamente, vivió toda su vida en la Ciudad Eterna.
Su primer aprendizaje lo realizó con el manierista Cavalier D'Arpino (Giuseppe Cesari), para después pasar al taller del clasicisca Francesco Albani.
Su obra maestra son los frescos de la Galería de Alejandro VII en el Palazzo del Quirinal (José es reconocido por sus hermanos, 1657). Fue elegido príncipe de la Accademia di San Luca, el gremio de los pintores romanos, en 1662, pero en sus últimos años fue escasamente prolífico. Uno de sus discípulos fue Antonio Gherardi.
Su estilo fue suelto, con una paleta muy naturalista, y un manifiesto interés en la exploración de las posibilidades del paisaje. Mola se rebeló contra el imperante clasicismo de alta conceptualización teórica, típico de muchos pintores romanos contemporáneos, tales como Andrea Sacchi.

## Obras destacadas
- Pirata sarraceno (1650, Museo del Louvre, París)
- José es reconocido por sus hermanos (1657, Palacio del Quirinal, Roma)
- Visión de San Bruno (Museo Getty)
- Visión de Santo Domingo (Santi Domenico e Sisto, Roma)
- Diana y Endimión (1660, Museo Capitolino, Roma)
- Reencuentro de José y Raquel (Museo del Hermitage, San Petersburgo)
- Armida y Vafrino curan a Tancredo (Museo del Louvre, París)
- San Jerónimo (Museo Vaticano, Roma)
- Predicación del Bautista (Museo del Louvre, París)
- San Juan Bautista predicando en el desierto (Museo Thyssen-Bornemisza, Madrid)
- San Juan Bautista, niño (Museo del Prado, Madrid)
- Predicación de San Juan Bautista (Museo del Prado —depositado en el Museo de Zamora-)

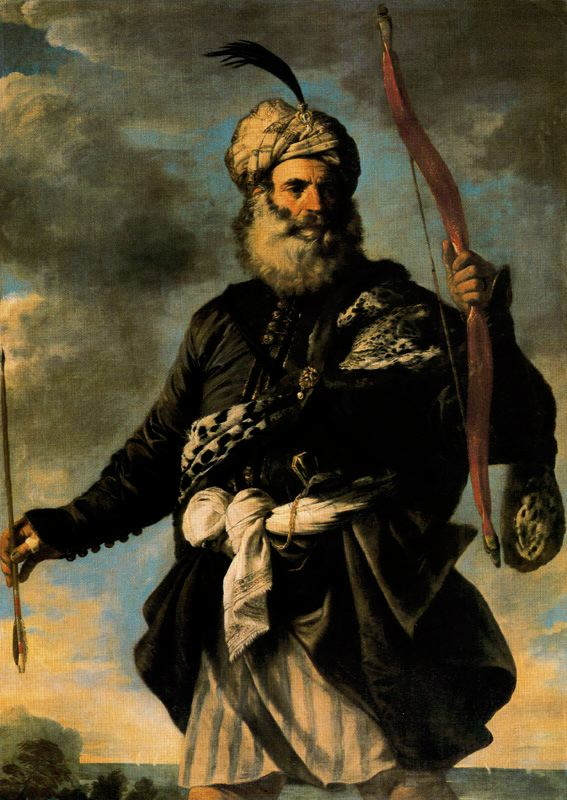
Pirata Sarraceno, Louvre, 1650.
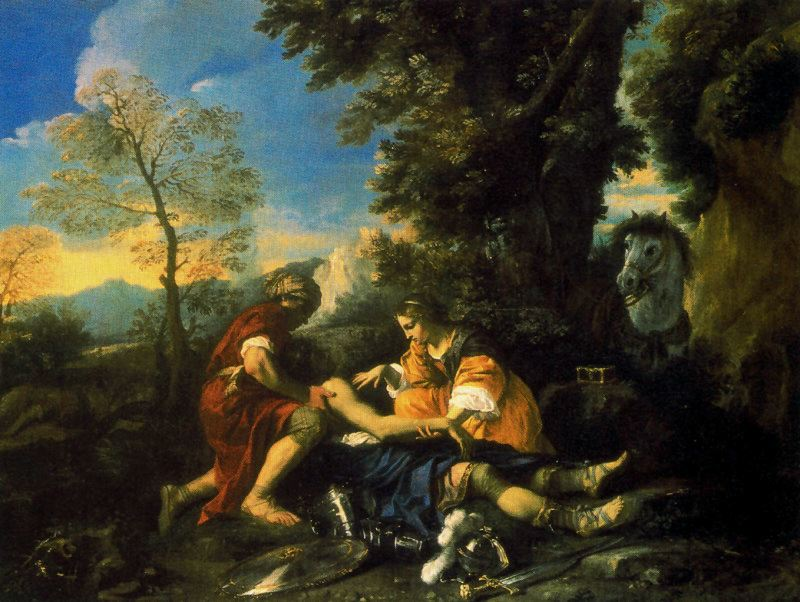
Erminia y Vafrino curan a Tancredo, Louvre.
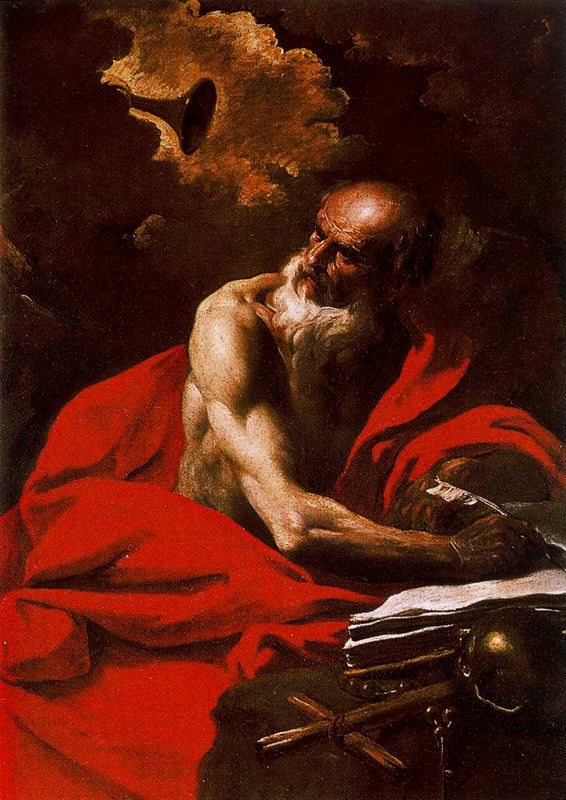
San Jerónimo, Pinacoteca Vaticana, Roma.
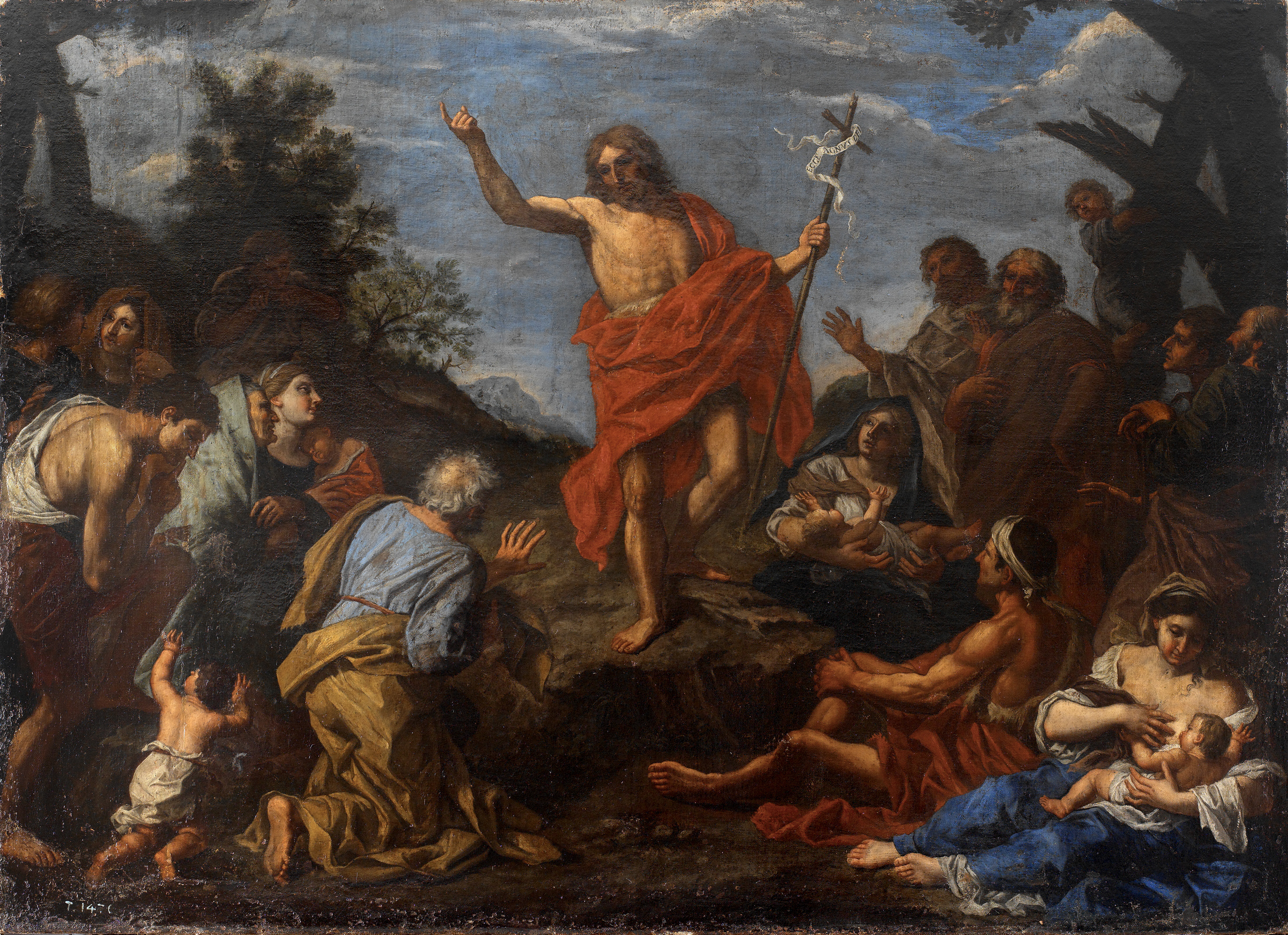
Predicación de San Juan Bautista, Museo del Prado (en depósito en el Museo de Zamora).